# Xestobium subincanum
Xestobium subincanum is een keversoort uit de familie klopkevers (Anobiidae). De wetenschappelijke naam van de soort is voor het eerst geldig gepubliceerd in 1878 door Reitter in Schneider & Leder.